# Інтеграли Френеля
Інтеграли Френеля S(x) і C(x) — це спеціальні функції, названі на честь Огюстена Жана Френеля, використовуються в оптиці. Вони виникають при розрахунку дифракції Френеля. Визначаються як:
{\displaystyle S(x)=\int \limits _{0}^{x}\sin(t^{2})\,dt,\quad C(x)=\int \limits _{0}^{x}\cos(t^{2})\,dt.}
Параметричний графік S(x) і C(x) дає криву на площині, що називається спіраль Корню або клотоїда.

## Розкладання у ряд

Нормализовані інтеграли Френеля, S(x) и C(x). На цих кривих аргумент підінтегральних тригонометричних функцій дорівнює, а не, як на рисунку вище.

Інтеграли Френеля можуть бути представлені степеневими рядами, що сходяться для всіх x:
{\displaystyle S(x)=\int \limits _{0}^{x}\sin(t^{2})\,dt=\sum _{n=0}^{\infty }(-1)^{n}{\frac {x^{4n+3}}{(4n+3)(2n+1)!}},}
{\displaystyle C(x)=\int \limits _{0}^{x}\cos(t^{2})\,dt=\sum _{n=0}^{\infty }(-1)^{n}{\frac {x^{4n+1}}{(4n+1)(2n)!}}.}
Деякі автори використовують як аргумент тригонометричних підінтегральних функцій {\displaystyle {\frac {\pi }{2}}t^{2}}. Отримані функції отримуються із означених вище, шляхом стискання графіка по осі Y у {\displaystyle {\sqrt {\frac {2}{\pi }}}} разів і розтягненням уздовж осі X у стільки ж разів.

## Спіраль Корню

Спіраль Корню (x,y)=(C(t), S(t)). Спіраль прямує до центрів отворів за.

Спіраль Корню, також відома як клотоїда, — це крива, що є параметричним графіком S(t) від C(t). Спіраль Корню була придумана Марі Альфредом Корню для полегшення розрахунку дифракції у прикладних задачах.
Оскільки,
{\displaystyle C\,'(t)^{2}+S\,'(t)^{2}=\sin ^{2}(t^{2})+\cos ^{2}(t^{2})=1,}
то у такій параметризації дотичний вектор має одиничну довжину, тому t є довгою кривою, що вимірюється від точки (0,0). Звідси, дві гілки спіралі мають нескінченну довжину.
Кривина цієї кривої у будь-якій точці пропорційна довжині дуги, що розміщується між цією точкою та початком координат. Завдяки цій властивості вона застосовується в будівництві доріг, оскільки кутове прискорення машини, що рухається по цій кривій з постійною швидкістю, буде залишатися сталим.

## Властивості
- C(x) и S(x) — непарні функції x.

- Використовуючи розкладання в ряд, можна побудувати аналітичне продовження інтегралів Френеля на всю комплексну площину. Комплексні інтеграли Френеля виражаються через функцію помилок як

{\displaystyle S(x)={\frac {\sqrt {\pi }}{4}}\left({\sqrt {i}}\,\mathrm {erf} ({\sqrt {i}}\,x)+{\sqrt {-i}}\,\mathrm {erf} ({\sqrt {-i}}\,x)\right)}
{\displaystyle C(x)={\frac {\sqrt {\pi }}{4}}\left({\sqrt {-i}}\,\mathrm {erf} ({\sqrt {i}}\,x)+{\sqrt {i}}\,\mathrm {erf} ({\sqrt {-i}}\,x)\right)}.
- Інтегралы Френеля не виражаються через елементарні функції, окрім часткових випадків. Границя цих функцій при {\displaystyle x\rightarrow \infty } дорівнює

{\displaystyle \int \limits _{0}^{\infty }\cos t^{2}\,dt=\int \limits _{0}^{\infty }\sin t^{2}\,dt={\frac {\sqrt {2\pi }}{4}}={\sqrt {\frac {\pi }{8}}}.}

### Обчислення

Контур, що використовується для обчислення граничного значення інтегралів Френеля.

Границі функцій C и S за {\displaystyle x\rightarrow \infty } можуть бути знайдені за допомогою інтегрування по контуру. Для цього обраховується контурний інтеграл функції
{\displaystyle e^{-{\frac {1}{2}}t^{2}}}
по границі сектору на комплексній площині, що утворений віссю абсцис, променем {\displaystyle y=x}, {\displaystyle x\geqslant 0} і колом з радіусом R з центром на початку координат.
При {\displaystyle R\rightarrow \infty } інтеграл по дузі прямує до 0, інтеграл по дійсній осі прямує до значення інтегралу Пуасона
{\displaystyle \int \limits _{0}^{\infty }e^{-{\frac {1}{2}}t^{2}}dt={\sqrt {\frac {\pi }{2}}},}
і, після деяких перетворень, інтеграл уздовж променя, що залишився, може бути виражений через граничне значення інтегралу Френеля.